# José Serrano Amatriain
José Serrano Amatriain, o Pepe Serrano, (Tudela, 4 de septiembre de 1902 - ibid., 4 de noviembre de 1974) fue un pintor español. Estaría encuadrado cronológicamente —que no estilísticamente— dentro la generación de pintores navarros nacidos a finales del siglo XIX y principios del XX junto a artistas como Crispín Martínez, Emilio Sánchez Cayuela "Gutxi", Leocadio Muro Urriza, Karle Garmendia, Eugenio Menaya, Antonio Cabasés, Ignacio Guibert, Juan Viscarret o Pedro Lozano de Sotés y su esposa Francis Bartolozzi, madrileña afincada en Navarra durante más de sesenta años. Pintor figurativo y paisajista, «contó con gran respeto en su época, fundamentalmente dentro de Tudela y de la Ribera navarra.» Junto con Nicolás Esparza, una generación anterior a la suya, contribuyó al desarrollo del nivel artístico en la Ribera de Navarra en el período entre los siglos XIX y XX, al cual se sumarán otros artistas como Jesús Basiano, José Serrano Amatriain, Rosa Iribarren o Florentino Andueza. Además fue José Serrano un ejemplo más «de la indiscutible preponderancia» de Castel-Ruiz como centro artístico reflejo de «la realidad artística de una ciudad de provincias.»

## Biografía
Su padre era Rufino Serrano (1878-1962), gran aficionado a la pintura que comparte con su hijo a una temprana edad. Su madre, Isabel Amatriain (1879-1965), había traído a la familia otros cuatro hijos más.
Su primera formación artísitca la recibe durante la década de los años 1910 en la Academia de Dibujo de Castel-Ruiz, activa desde el siglo XIX, de la mano de Aniceto Sada un reconocido formador del momento que impartió clases también, años atrás, a otros artistas tudelanos como Nicolás Esparza. Más tarde fue Miguel Tello Lacarra como maestro de dibujo quien le trasladó sus conocimientos artísticos logrando, unos y otros, que su nombre figurará en los años 1913 y 1914 entre los premiados  relacionados en las listas publicadas por dicha escuela, dentro del apartado de dibujo del natural. Al mismo, el artista se procuró también una formación en electricidad.
La progresión artística de Serrano motivó a la Diputación Foral de Navarra a concederle en 1926 «una pensión de mil pesetas para ampliación de estudios y perfeccionamiento.» Con esta ayuda tan fundamental, que se prorrogó hasta el año 1929, se estableció en Madrid para asistir durante cuatro años, «a las clases del pintor valenciano Manuel Benedicto». Su estancia en Madrid sirvió para fomentar «su vena cultural en conferencias, museos y, especialmente, en el Círculo de Bellas Artes.»
Tras su vuelta a Tudela a principios de los años 1930, demostró tempranamente «que el sacrificio de su padre, y la pensión que le confirió la Diputación Foral de Navarra, habían sido fructíferos.» En seguida se casó con Concha Sanz Astráin (octubre de 1932) —de cuyo matrimonio nacería una hija, María Luz Serrano,— estableciéndose la familia en Tudela. Afiliado a Falange Española de las JONS, la Diputación Foral le encargó un retrato del general Emilio Mola.
Hasta estas fechas sus exposiciones públicas fueron escasas. Destaca la realizada en Tudela, en 1924, en el Teatro Novedades, la realizada unos años más tarde en Zaragoza en el Círculo Mercantil y la exposición realizada durante los años treinta en el Hotel Carlton de Bilbao.
La Jefatura Provincial de Propaganda promovió en julio de 1940 una amplia exposición de artistas navarros a la que aportó 27 pinturas. A este acontecimiento concurrieron «lo más granado de los pintores de Navarra». A finales de la década, en abril de 1949 las salas de Castel Ruiz de Tudela fueron lugar de exposición de sus obras y años más tarde, hasta dos veces «realizó exposiciones en las bajeras de su propia casa» con ocasión de la celebración de las fiestas patronales de Santa Ana. Poco tiempo después, el  21 de diciembre de 1951, fallecía su mujer, Concha.
Fue profesor de dibujo durante once años en el Centro de Castel-Ruiz donde él mismo había aprendido. Durante esta última etapa de su vida mantuvo a la familia mediante la realización de un discreto trabajo, y, tras una larga y dolorosa enfemedad, falleció el 4 de noviembre de 1974 en Tudela a la edad de 72 años.
Tras un homenaje celebrado el 26 de diciembre de 1974 por parte de la ciudad de Tudela, con un sentido discurso del alcalde, en la sala que la desaparecida Caja de Ahorros Municipal de Pamplona (CAMP) tenía en la calle Gaztambide, se inauguró una exposición con 67 de sus obras. Su amigo el pintor José María Monguilot escribiría en la Voz de la Ribera:

“Sabíamos de sus grandes cualidades y de su llegar hondo; un alma sensible, fina y callada de gran artista. Pasó como los grandes hombres pasan por la vida, sin hacer ruido. Había que conocerlo mucho para llegar a comprender su entrega y su arte, que siempre fueron inmemorables y que nunca se conocen bien hasta que desaparecen en lo que valen. Pepe Serrano deja una obra grande y desconocida, pues por su sencillez y humildad hace tiempo que pintaba sólo para él”.
José María Monguilot, La Voz de la Ribera, 16 de noviembre de 1974

## Estilo y obra artística
Entre los años treinta y setenta su producción pictórica generó una notable cantidad de obras demostrando un oficio bien aprendido. Son dos los géneros en los cuales destaca sobremanera, retratos y paisajes, abordando extensamente también un tercero, los bodegones y naturalezas muertas.

### Retratos
Este es uno de los principales géneros que le consagraron como artista. Dentro de la colección de retratos realizados destacan la recreación de retratos de tudelanos ilustres del pasado, como lo fueron Benjamín de Tudela —cuyo retrato quizá sea el de mayor difusión ya que sirvió de portada al número 24 de la colección de Navarra. Temas de Cultura Popular dedicado a «Tudelanos de proyección universal»— o el retrato conservado en la Casa consistorial de Tudela representando al rey de Navarra Sancho el Fuerte —que pasaba largas temporadas viviendo en su castillo en esta ciudad— donde se muestra su figura asomada en lo alto de la fortaleza en actitud observante hacia la localidad. Como lo define el historiador del arte, Muruzábal del Solar, en el reciente libro dedicado por el municipio al monarca, «su rostro y figura denota la potencia de la dinastía pirenaica".
Pero también cuenta con un amplio número de retratos a figuras populares del campo (un hortelano con la azada al hombro) y de la ciudad (una abuela leyendo junto a la ventana con Tudela de fondo) logrando con ello plasmar en sus obras «a los arquetipos populares tudelanos, al igual que hizo también Miguel Pérez Torres.»

### Paisajes
Un segundo género extensamente abordado fue el paisaje especialmente como «auténtico espejo de la Ribera, de la vida del agro, con su tipismo, sus costumbres» donde busca trasladar la pura expresión de su sentimiento por el paisaje de su tierra y de las gentes que en él desarrollan su periplo vital.» Con sus obras logra plasmar «las vistas de los más significativos rincones y calles de la vieja Tudela y de su entorno,» destacando «las realizaciones de la luz en todo su cromatismo» en una faceta desarrollada de tal manera que «sin duda alguna, eclipsa otros detalles, quizás menos logrados de su obra.»

Serrano pasa a la historia, como pintor de las luces riberas, en todas sus variedades, y del sol bardenero que agota los ocres y sonrosados montes y cabezos. Todo ello lo ha plasmado él con tal fuerza como los pueden describir los más brillantes literatos. En su íntimo aislamiento tudelano, se recreaba plasmando ribazos y rastrojeras, junqueras y matorrales, la plateada luz de las mañanas y la púrpura de los atardeceres; eso fue su pintura.
José María Muruzábal del Solar, Pregón Siglo XXI, julio de 2021

### Bodegones y naturalezas muertas
Dentro de este género pintó un gran número de obras, prodigando la variedad compositiva y alcanzando notables calidades. Dos de estas obras formaron parte de la exposición realizada en Madrid dentro del Círculo de Bellas Artes. A resultas de observar varios de ellos el crítico José Francés le diría: «Si yo fuera usted, seguiría con esto.» Fue este mismo crítico quien seleccionó las dos obras expuestas en Madrid.